# آدولف هورویتس
آدولف هورویتس (آلمانی: Adolf Hurwitz؛ زاده ۲۶ مارس ۱۸۵۹ – درگذشته ۱۸ نوامبر ۱۹۱۹) ریاضیدان آلمانی بود.